# Brachycyrtus pretiosus
Brachycyrtus pretiosus là một loài tò vò trong họ Ichneumonidae.